# Louise Pettibone Smith
Louise Pettibone Smith (1887-1981) foi uma académica americana de estudos bíblicos, professora, tradutora, autora e ativista social. Foi a primeira mulher a ser publicada no Journal of Biblical Literature em 1917. Mais tarde veio a presidir o Comité Americano para a Proteção de Cidadãos nascidos no Estrangeiro, tendo denunciado o Comitê de Atividades Antiamericanas pelo seu "McCarteísmo".

## Biografia
Smith nasceu em Ogdensburg, Nova Iorque a 4 de outubro de 1887. Filha de Alonzo Smith e Mary Louise Pettibone, o seu avô foi um dos fundadores da Sociedade Abolicionista no estado de Nova Iorque e o seu pai foi editor do Jornal Republicano no norte de Nova Iorque.
Smith terminou a licenciatura em 1908, o mestrado em 1912 e o doutoramento em Línguas Seméticas e Arqueologia Palestina em 1917, na Universidade de Bryn Mawr. A sua tese teve o nome de The Messianic Ideal of Isaiah (O Ideal Messiânico de Isaías). Também tirou cursos na Divitiny School da Universidade de Chicago, na Universidade de Radcliffe, e em Universidades na Alemanha.

## Carreira
Smith ensinou Inglês e Latim na Universidade de Hardin no Missouri de 1908 até 1911. Recebeu a Thayer Fellowship, uma bolsa de estudos no valor de 800$, oferecida pela Universidade de Harvard e aberta a homens e mulheres, para estudar na American School of Oriental Research em Jerusalém, cidade onde viveu em 1913 e 1914. Em 1915, foi nomeada como professora no Departamento de História Bíblica na Universidade de Wellesley, onde trabalhou até 1953, ano em que foi nomeada professora Emérita. Durante os últimos anos da Segunda Guerra Mundial, Smith suspendeu a sua carreira académica para se juntar à American Association for Greek War Relief, tendo trabalhado num campo de refugiados das Nações Unidas na Palestina e ensinado Inglês na Universidade Pierce em Atenas.
Em 1915, Smith tornou-se membro da Sociedade de Literatura Bíblica, e em 1917 tornou-se a primeira mulher a publicar um artigo no Journal of Biblical Literature. Trabalhou como secretária desta sociedade entre 1950 e 1952, e foi sua representante na Conferência da UNESCO em 1951 em Nova Iorque.
Smith traduziu várias obras de académicos alemães de renome, incluindo Rudolf Bultmann (Jesus and the Word 1934; Faith and Understanding 1969), Hans Hofmann (The Theology of Reinhold Niebuhr 1956); e Karl Barth (Theology and Church 1962). Em 1958, Smith e Joseph Haroutunian traduziram e editaram o livro de John Clavin “Commentaries” do Latim para o Inglês. Smith também publicou as suas próprias obras em revistas, relatórios e comentários. Ela escreveu um comentário ao Livro de Rute, juntamente com James T. Cleland.
O trabalho de Smith sobre a Bíblia e Calvin moldou a sua perspetiva social, o que levou às suas críticas das políticas governamentais norte americanas, usadas para silenciar os dissidentes da Guerra Fria. Ela verificou semelhanças entre o que estava a acontecer nos Estados Unidos e o que ela tinha observado antes da guerra na Alemanha. Em 1951 foi eleita para presidir o Comité Americano para a Proteção de Cidadãos nascidos no Estrangeiro. Nesta função, ela viajou pelo país a falar sobre a “promessa de uma sociedade justa e livre”, o que mais tarde ela documentou no livro “Torch of Liberty: Twenty-Five Years in the Life of the Foreign Born in the USA (1959). Em 1961, ela denunciou o Comitê de Atividades Antiamericanas como “tanto desnecessário como desamericano” e exigiu retrações da Lei Smith e da Lei McCarran. Em 1962, foi feito um jantar em sua homenagem em Nova Iorque, onde foi chamada de “Amante da Verdade e Guerreira pela Justiça”.

## Publicações
- Pettibone Smith, Louise (2018). The Messianic Ideal of Isaiah: A Dissertation Presented to the Faculty of Bryn Mawr College in Part Fulfilment of the Requirement for the Degree of Doctor of Philosophy, June 1917 (Classic Reprint). FB&C Limited.
- Pettibone Smith, Louise (1917). "The Messianic Ideal of Isaiah". Journal of Biblical Literature. 36: 158–212.
- Pettibone Smith, Louise (1950). "Review of "Palestine is our Business" by Millar Burrows". American Academy of Religion. 18 (3): 199.
- Pettibone Smith, Louise (1952). "The Book of Micah". Interpretation. 6: 210–227.
- Pettibone Smith, Louise; Cleland, James T. (1953). The Book of Ruth. The Interpreter's Bible. New York: Abingdon-Cokesbury.
- Pettibone Smith, Louise (1959). Torch of Liberty: Twenty-Five Years in the Life of the Foreign Born in the USA. New York: Dwight-King.